# Asura undulata
Asura undulata är en fjärilsart som beskrevs av Swinhoe 1903. Asura undulata ingår i släktet Asura och familjen björnspinnare. Inga underarter finns listade i Catalogue of Life.